# Oligocolius
Oligocolius — викопний рід птахів родини чепігових (Coliidae), що існував в олігоцені на території Європи. Перший зразок Oligocolius був виявлений у 2000 році в глиняному кар'єрі поблизу міста Віслох в Німеччині. Він включав більшу частину скелета, але був відсутній череп, а також більшість лівого крила та ноги. У 2013 році знайдено другий зразок птаха у громаді Енспель на заході Німеччини. Порівняно з першим зразком, цей екземпляр був майже повним, у ньому відсутній лише пігостиль.